# WKV Roda
WKV Roda is een Nederlandse korfbalclub uit Westzaan. De club bestaat sinds 1918.
De naam komt van het motto Recht Op Doel Af . De club telt ongeveer 180 leden.